# زمین‌لرزه ۱۰۱۹ تبریز
زمین‌لرزه ۱۰۱۹ تبریز در ۱۷ بهمن ۱۰۱۹ خورشیدی (۵ فوریه ۱۶۴۱ میلادی) در جایی که امروزه استان آذربایجان شرقی ایران نام دارد، روی داد. بزرگای موج سطحی این زمین‌لرزه ۶٫۸ برآورد شده و رومرکز آن میان دریاچه ارومیه و شهر تبریز بوده‌است. زمین‌لرزه ۱۰۱۹ یکی از ویرانگرترین زمین‌لرزه‌های منطقه بود و کشته‌شدن بیش از ۳۰٬۰۰۰ نفر را در پی داشت.